# Ronnie Wood
Ronald David „Ronnie” Wood (London, 1947. június 1. –) angol gitáros és basszusgitáros, aki a The Jeff Beck Group és a Faces tagjaként vált ismertté, majd 1975-től csatlakozott a The Rolling Stoneshoz.

## Pályafutása
Wood 1964-ben kezdte zenei pályafutását gitárosként a The Birds együttesben, majd 1968-ban rövid időre a The Creation tagja lett. Mindkét zenekarral csak kislemezek kiadásáig jutott. Ezután Jeff Beck csapatához csatlakozott, és két albumon játszott. A The Jeff Beck Group 1969-es feloszlása után Rod Stewart énekessel és korábbi Small Faces tagokkal létrehozták a Faces nevű együttest. Négy stúdió- és egy koncertalbumot jelentettek meg 1975-ös feloszlásukig.
Wood első szólóalbuma 1974-ben jelent meg I've Got My Own Album to Do címmel. A lemezen vendégszerepelt Keith Richards a Rolling Stones gitárosa, cserébe Wood a Stones "It's Only Rock'n Roll (But I Like It)" című dalában játszott vendégként az It’s Only Rock ’n’ Roll albumon. 1975-ben Mick Taylor kilépése után Ronnie Wood lett a Rolling Stones másik gitárosa, ahol a mai napig is játszik. Emellett szólókarrierjét is folytatta újabb albumok kiadásával.
Woodnak három könyve jelent meg eddig: a The Works című rajzos anekdota-gyűjtemény 1988-ban, egy limitált példányszámú művészeti albuma Wood on Canvas: Every Picture Tells a Story címmel 1998-ban, és 2007-ben önéletrajzi könyve Ronnie címmel.
1989-ben a Rolling Stones tagjaként beiktatták a Rock and Roll Hall of Fame-be, 2012 áprilisában pedig a Faces tagjaként fogják másodszor is beiktatni.

## Diszkográfia

### Szólóban
- I've Got My Own Album to Do (1974)
- Now Look (1975)
- Mahoney's Last Stand (filmzene, 1976) with Ronnie Lane
- Gimme Some Neck (1979)
- 1234 (1981)
- Slide on This (1992)
- Slide on Live: Plugged in and Standing (1993)
- Live and Eclectic (2000) (2002-ben Live at Electric Ladyland címmel adták ki újra)
- Not for Beginners (2001)
- Ronnie Wood Anthology: The Essential Crossexion (2006)
- Buried Alive: Live in Maryland (2006) with The New Barbarians
- The First Barbarians: Live from Kilburn (2007)
- I Feel Like Playing (2010)

### The Birds
- "You're On My Mind" / "You Don't Love Me (You Don't Care)" (1964)
- "Leaving Here" / "Next in Line" (1965)
- "No Good Without You Baby" / "How Can It Be?" (1965)
- "Say Those Magic Words" / "Daddy Daddy" (1966) – The Birds Birds néven
- "That's All That I Need You For" / "If I Were A Carpenter" (2011)

### The Creation
- "Midway Down" / "The Girls Are Naked" (1968)
- "Bonney Maroney" / "Mercy, Mercy, Mercy" (1968)
- "For All That I Am" / "Uncle Bert" (1968)

### The Jeff Beck Group
- Truth (1968)
- Beck-Ola (1969)

### Faces
- First Step (1970)
- Long Player (1971)
- A Nod Is as Good as a Wink... to a Blind Horse (1971)
- Ooh La La (1973)
- Coast to Coast: Overture and Beginners (1974)

### The Rolling Stones
- Black and Blue (1976)
- Some Girls (1978)
- Emotional Rescue (1980)
- Tattoo You (1981)
- Undercover (1983)
- Dirty Work (1986)
- Steel Wheels (1989)
- Voodoo Lounge (1994)
- Bridges to Babylon (1997)
- A Bigger Bang (2005)

### Közreműködőként
- Eric Clapton – Eric Clapton's Rainbow Concert (1973)
- Bo Diddley – Live at the Ritz (1988)
- Rod Stewart – Unplugged...and Seated (1993)
- Bo Diddley – A Man Amongst Men (1996)
- Beverley Knight – Music City Soul (2007)

## Fordítás
- Ez a szócikk részben vagy egészben  a   Ronnie Wood című angol Wikipédia-szócikk fordításán alapul.  Az eredeti cikk szerkesztőit annak laptörténete sorolja fel. Ez a jelzés csupán a megfogalmazás eredetét és a szerzői jogokat jelzi, nem szolgál a cikkben szereplő információk forrásmegjelöléseként.